# Svájc az 1976. évi téli olimpiai játékokon
Svájc az ausztriai Innsbruckban megrendezett 1976. évi téli olimpiai játékok egyik részt vevő nemzete volt. Az országot az olimpián 9 sportágban 59 sportoló képviselte, akik összesen 5 érmet szereztek.

## Érmesek
| Érem  | Versenyző                                       | Sportág  | Versenyszám            |
| ----- | ----------------------------------------------- | -------- | ---------------------- |
| Arany | Heini Hemmi                                     | Alpesisí | Férfi óriás-műlesiklás |
| Ezüst | Ernst Good                                      | Alpesisí | Férfi óriás-műlesiklás |
| Ezüst | Bernhard Russi                                  | Alpesisí | Férfi lesiklás         |
| Ezüst | Erich Schärer Ueli Bächli Ruedi Marti Sepp Benz | Bob      | Férfi négyes           |
| Bronz | Erich Schärer Sepp Benz                         | Bob      | Férfi kettes           |

## Alpesisí
Férfi
| Versenyző          | Versenyszám      | 1. futam      | 1. futam      | 2. futam      | 2. futam      | Összesítés | Összesítés |
| Versenyző          | Versenyszám      | Idő           | Hely.         | Idő           | Hely.         | Idő        | Helyezés   |
| ------------------ | ---------------- | ------------- | ------------- | ------------- | ------------- | ---------- | ---------- |
| René Berthod       | Lesiklás         |               |               |               |               | 1:47,89    | 12.        |
| Ernst Good         | Óriás-műlesiklás | 1:44,60       | 2.            | 1:42,57       | 3.            | 3:27,17    |            |
| Ernst Good         | Műlesiklás       | nem ért célba | nem ért célba | kiesett       | kiesett       | kiesett    | kiesett    |
| Heini Hemmi        | Óriás-műlesiklás | 1:45,41       | 3.            | 1:41,56       | 2.            | 3:26,97    |            |
| Heini Hemmi        | Műlesiklás       | nem ért célba | nem ért célba | kiesett       | kiesett       | kiesett    | kiesett    |
| Peter Lüscher      | Műlesiklás       | 1:02,76       | 13.           | 1:05,34       | 7.            | 2:08,10    | 8.         |
| Engelhard Pargätzi | Óriás-műlesiklás | 1:46,16       | 6.            | 1:42,60       | 4.            | 3:28,76    | 6.         |
| Philippe Roux      | Lesiklás         |               |               |               |               | 1:46,69    | 4.         |
| Bernhard Russi     | Lesiklás         |               |               |               |               | 1:46,06    |            |
| Walter Tresch      | Lesiklás         |               |               |               |               | 1:47,29    | 7.         |
| Walter Tresch      | Óriás-műlesiklás | 1:49,26       | 27.           | nem ért célba | nem ért célba | kiesett    | kiesett    |
| Walter Tresch      | Műlesiklás       | 1:01,34       | 6.            | 1:03,92       | 3.            | 2:05,26    | 4.         |

Női
| Versenyző             | Versenyszám      | 1. futam      | 1. futam      | 2. futam | 2. futam | Összesítés    | Összesítés    |
| Versenyző             | Versenyszám      | Idő           | Hely.         | Idő      | Hely.    | Idő           | Helyezés      |
| --------------------- | ---------------- | ------------- | ------------- | -------- | -------- | ------------- | ------------- |
| Doris de Agostini     | Lesiklás         |               |               |          |          | 1:50,46       | 18.           |
| Lise-Marie Morerod    | Óriás-műlesiklás |               |               |          |          | 1:30,40       | 4.            |
| Lise-Marie Morerod    | Műlesiklás       | nem ért célba | nem ért célba | kiesett  | kiesett  | kiesett       | kiesett       |
| Marie-Theres Nadig    | Óriás-műlesiklás |               |               |          |          | 1:30,44       | 5.            |
| Marie-Theres Nadig    | Műlesiklás       | nem ért célba | nem ért célba | kiesett  | kiesett  | kiesett       | kiesett       |
| Marlies Oberholzer    | Lesiklás         |               |               |          |          | 1:48,68       | 8.            |
| Marlies Oberholzer    | Óriás-műlesiklás |               |               |          |          | 1:34,09       | 26.           |
| Bernadette Zurbriggen | Lesiklás         |               |               |          |          | 1:48,62       | 7.            |
| Bernadette Zurbriggen | Óriás-műlesiklás |               |               |          |          | nem ért célba | nem ért célba |
| Bernadette Zurbriggen | Műlesiklás       | 49,78         | 17.           | 47,40    | 11.      | 1:37,18       | 12.           |

## Biatlon

### 20 km egyéni indításos
A célpont egy külső és egy belső körből állt. A külső körön kívüli találat 2 perc, a külső kör találata 1 perc büntetőidőt jelentett.
| Versenyző         | Eredmény   | Helyezés | Büntetőperc | Végső eredmény | Helyezés |
| ----------------- | ---------- | -------- | ----------- | -------------- | -------- |
| Hansruedi Süssli  | 1:16:53,73 | 25.      | 3           | 1:19:53,73     | 14.      |
| Albert Mächler    | 1:17:28,66 | 31.      | 6           | 1:23:28,66     | 25.      |
| Christian Danuser | 1:20:16,43 | 44.      | 7           | 1:27:16,43     | 40.      |

## Bob
| Versenyző                                         | Versenyszám | 1. futam | 1. futam | 2. futam | 2. futam | 3. futam | 3. futam | 4. futam | 4. futam | Összesítés | Összesítés |
| Versenyző                                         | Versenyszám | Idő      | Hely.    | Idő      | Hely.    | Idő      | Hely.    | Idő      | Hely.    | Idő        | Helyezés   |
| ------------------------------------------------- | ----------- | -------- | -------- | -------- | -------- | -------- | -------- | -------- | -------- | ---------- | ---------- |
| Erich Schärer Sepp Benz                           | Kettes      | 56,43    | 5.       | 56,53    | 5.       | 56,33    | 3.       | 56,41    | 3.       | 3:45,70    |            |
| Fritz Lüdi Thomas Hagen                           | Kettes      | 56,95    | 9.       | 57,32    | 10.      | 57,35    | 10.      | 57,48    | 11.      | 3:49,10    | 10.        |
| Erich Schärer Ueli Bächli Ruedi Marti Sepp Benz   | Négyes      | 54,96    | 5.       | 54,81    | 2.       | 55,28    | 1.       | 55,84    | 1.       | 3:40,89    |            |
| Fritz Lüdi Thomas Hagen Rudolf Schmid Karl Häseli | Négyes      | 55,29    | 7.       | 55,33    | 6.       | 56,37    | 9.       | 57,05    | 9.       | 3:44,04    | 9.         |

## Északi összetett
A három ugrás közül a két legjobb pontszámát adták össze. A sífutás végén 1 perces időkülönbség 9 pontnak felelt meg.
| Versenyző         | Normálsánc | Normálsánc | Normálsánc | Normálsánc | Normálsánc | Normálsánc | Normálsánc | Normálsánc | 15 km sífutás | 15 km sífutás | 15 km sífutás | Összesítés | Összesítés |
| Versenyző         | 1. ugrás   | 1. ugrás   | 2. ugrás   | 2. ugrás   | 3. ugrás   | 3. ugrás   | Össz.      | Össz.      | 15 km sífutás | 15 km sífutás | 15 km sífutás | Összesítés | Összesítés |
| Versenyző         | Pont       | Hely.      | Pont       | Hely.      | Pont       | Hely.      | Pont       | Hely.      | Idő           | Pont          | Hely.         | Pont       | Helyezés   |
| ----------------- | ---------- | ---------- | ---------- | ---------- | ---------- | ---------- | ---------- | ---------- | ------------- | ------------- | ------------- | ---------- | ---------- |
| Karl Lustenberger | 101,8      | 6.         | 100,7      | 9.         | 98,4       | 14.*       | 202,5      | 10.        | 52:57,52      | 175,60        | 27.           | 378,10     | 19.        |

* - egy másik versenyzővel azonos eredményt ért el

## Gyorskorcsolya
Férfi
| Versenyző       | Versenyszám | Eredmény | Helyezés |
| --------------- | ----------- | -------- | -------- |
| Franz Krienbühl | 1500 m      | 2:12,52  | 27.      |
| Franz Krienbühl | 5000 m      | 7:53,11  | 17.      |
| Franz Krienbühl | 10 000 m    | 15:36,43 | 8.       |

## Jégkorong
| Svájci férfi jégkorongcsapat-játékoskeret                                               | Svájci férfi jégkorongcsapat-játékoskeret                                                   | Svájci férfi jégkorongcsapat-játékoskeret                                                               |
| --------------------------------------------------------------------------------------- | ------------------------------------------------------------------------------------------- | --- |
| - Jürg Berger - Guy Dubois - Walter Dürst - Charles Henzen - Üli Hofmann - Renzo Holzer | - André Jorns - Jakob Kölliker - Ernst Lüthi - Nando Mathieu - Georg Mattli - Andreas Meyer | - Alfio Molina - Anton Neininger - Bernhard Neininger - Rolf Schiemer - Daniel Widmer - Aldo Zenhäusern |

### Eredmények
Selejtező
| 1976. február 2. 20:00 | NSZK (FRG) | 5 – 1 (1–0, 2–0, 2–1) | Svájc | Innsbruck, Ausztria |

|  |  |  |  |  |
|  |  |  |  |  |
|  |  |  |  |  |
|  |  |  |  |  |

A 7–12. helyért
| 1976. február 5. 14:00 | Svájc (SUI) | 4 – 6 (1–1, 2–2, 1–3) | Jugoszlávia | Innsbruck, Ausztria |

|  |  |  |  |  |
|  |  |  |  |  |
|  |  |  |  |  |
|  |  |  |  |  |

| 1976. február 7. 17:00 | Bulgária (BUL) | 3 – 8 (0–2, 1–3, 2–3) | Svájc | Innsbruck, Ausztria |

|  |  |  |  |  |
|  |  |  |  |  |
|  |  |  |  |  |
|  |  |  |  |  |

| 1976. február 9. 17:00 | Svájc (SUI) | 4 – 6 (2–1, 1–4, 1–1) | Japán | Innsbruck, Ausztria |

|  |  |  |  |  |
|  |  |  |  |  |
|  |  |  |  |  |
|  |  |  |  |  |

| 1976. február 11. 20:00 | Svájc (SUI) | 5 – 3 (1–1, 3–2, 1–0) | Ausztria | Innsbruck, Ausztria |

|  |  |  |  |  |
|  |  |  |  |  |
|  |  |  |  |  |
|  |  |  |  |  |

| 1976. február 13. 17:00 | Románia (ROU) | 8 – 4 (0–2, 4–0, 4–2) | Svájc | Innsbruck, Ausztria |

|  |  |  |  |  |
|  |  |  |  |  |
|  |  |  |  |  |
|  |  |  |  |  |

Végeredmény
| Csapat      | M | Gy | D | V | G+ | G– | Gk  | P |
| ----------- | - | -- | - | - | -- | -- | --- | - |
| Románia     | 5 | 4  | 0 | 1 | 23 | 15 | +8  | 8 |
| Ausztria    | 5 | 3  | 0 | 2 | 18 | 14 | +4  | 6 |
| Japán       | 5 | 3  | 0 | 2 | 20 | 18 | +2  | 6 |
| Jugoszlávia | 5 | 3  | 0 | 2 | 22 | 19 | +3  | 6 |
| Svájc       | 5 | 2  | 0 | 3 | 24 | 22 | +2  | 4 |
| Bulgária    | 5 | 0  | 0 | 5 | 19 | 38 | –19 | 0 |

- A 8–10. helyről az egymás elleni mérkőzéseken elért eredmények döntöttek:

Ausztria – Japán 3–2
Jugoszlávia – Japán 3–4
Ausztria – Jugoszlávia 3–1
| Csapat      | M | Gy | D | V | G+ | G– | P |
| ----------- | - | -- | - | - | -- | -- | - |
| Ausztria    | 2 | 2  | 0 | 0 | 6  | 3  | 4 |
| Japán       | 2 | 1  | 0 | 1 | 6  | 6  | 2 |
| Jugoszlávia | 2 | 0  | 0 | 2 | 4  | 7  | 0 |

| Csapat | Helyezés |
| ------ | -------- |
| Svájc  | 11.      |

## Műkorcsolya
| Versenyző                     | Versenyszám | Kötelező elemek   | Kötelező elemek | Rövid program     | Rövid program | Kűr               | Kűr     | Összesítés                     | Összesítés                     | Összesítés                     | Összesítés                     | Összesítés                     | Összesítés                     | Összesítés                     | Összesítés                     | Összesítés                     | Összesítés        | Összesítés        | Összesítés  | Összesítés | Összesítés |
| Versenyző                     | Versenyszám | Kötelező elemek   | Kötelező elemek | Rövid program     | Rövid program | Kűr               | Kűr     | Helyezési pontszámok bírónként | Helyezési pontszámok bírónként | Helyezési pontszámok bírónként | Helyezési pontszámok bírónként | Helyezési pontszámok bírónként | Helyezési pontszámok bírónként | Helyezési pontszámok bírónként | Helyezési pontszámok bírónként | Helyezési pontszámok bírónként | Több. hely. száma | Több. hely. össz. | Hely. össz. | Pont       | Helyezés   |
| Versenyző                     | Versenyszám | Több. hely. száma | Hely.           | Több. hely. száma | Hely.         | Több. hely. száma | Hely.   | 1                              | 2                              | 3                              | 4                              | 5                              | 6                              | 7                              | 8                              | 9                              | Több. hely. száma | Több. hely. össz. | Hely. össz. | Pont       | Helyezés   |
| ----------------------------- | ----------- | ----------------- | --------------- | ----------------- | ------------- | ----------------- | ------- | ------------------------------ | ------------------------------ | ------------------------------ | ------------------------------ | ------------------------------ | ------------------------------ | ------------------------------ | ------------------------------ | ------------------------------ | ----------------- | ----------------- | ----------- | ---------- | ---------- |
| Danielle Rieder               | Női egyéni  | 5×16+             | 16.             | nem indult        | nem indult    | kiesett           | kiesett | kiesett                        | kiesett                        | kiesett                        | kiesett                        | kiesett                        | kiesett                        | kiesett                        | kiesett                        | kiesett                        | kiesett           | kiesett           | kiesett     | kiesett    | kiesett    |
| Karin Künzle Christian Künzle | Páros       |                   |                 | 6×7+              | 6.            | 7×7+              | 7.      | 6,0                            | 7,0                            | 7,0                            | 9,0                            | 6,0                            | 6,0                            | 9,0                            | 7,0                            | 7,0                            | 7×7+              | 46,0              | 64,0        | 128,97     | 7.         |

## Sífutás
Férfi
| Versenyző                                             | Versenyszám     | Eredmény   | Helyezés |
| ----------------------------------------------------- | --------------- | ---------- | -------- |
| Venanz Egger                                          | 50 km           | 2:48:30,70 | 31.      |
| Heinz Gähler                                          | 50 km           | 2:45:51,64 | 20.      |
| Albert Giger                                          | 15 km           | 45:47,07   | 11.      |
| Albert Giger                                          | 30 km           | 1:32:17,71 | 7.       |
| Eduard Hauser                                         | 15 km           | 46:29,14   | 17.      |
| Eduard Hauser                                         | 30 km           | 1:35:50,29 | 25.      |
| Alfred Kälin                                          | 15 km           | 47:05,39   | 27.      |
| Alfred Kälin                                          | 30 km           | 1:36:09,97 | 29.      |
| Hansüli Kreuzer                                       | 30 km           | 1:39:58,44 | 50.      |
| Christian Pfeuti                                      | 50 km           | 2:49:50,90 | 32.      |
| Franz Renggli                                         | 15 km           | 45:53,49   | 12.      |
| Franz Renggli                                         | 50 km           | 2:45:25,24 | 18.      |
| Franz Renggli Eduard Hauser Heinz Gähler Alfred Kälin | 4 × 10 km váltó | 2:11:28,53 | 5.       |

## Síugrás
Férfi
| Versenyző          | Versenyszám | 1. ugrás | 1. ugrás | 2. ugrás | 2. ugrás | Összesítés | Összesítés |
| Versenyző          | Versenyszám | Pont     | Hely.    | Pont     | Hely.    | Pont       | Helyezés   |
| ------------------ | ----------- | -------- | -------- | -------- | -------- | ---------- | ---------- |
| Ernst von Grünigen | Normálsánc  | 119,1    | 4.       | 119,6    | 5.       | 238,7      | 5.         |
| Ernst von Grünigen | Nagysánc    | 93,3     | 29.      | 89,1     | 22.      | 182,4      | 23.        |
| Robert Mösching    | Normálsánc  | 104,3    | 33.      | 103,3    | 37.*     | 207,6      | 35.        |
| Robert Mösching    | Nagysánc    | 87,6     | 38.      | 80,1     | 38.      | 167,7      | 38.        |
| Hans Schmid        | Normálsánc  | 112,1    | 19.      | 114,2    | 11.*     | 226,3      | 13.        |
| Hans Schmid        | Nagysánc    | 95,6     | 21.      | 90,7     | 19.      | 186,3      | 20.        |
| Walter Steiner     | Normálsánc  | 117,3    | 9.       | 114,9    | 10.      | 232,2      | 9.         |
| Walter Steiner     | Nagysánc    | 99,8     | 14.      | 108,7    | 3.       | 208,5      | 9.         |

* - egy másik versenyzővel azonos eredményt ért el